# 熙秦路
熙秦路，金朝时设置路。
皇统二年（1142年）置，治所在临洮府（今甘肃省临洮县）。辖境约当今岷山、秦岭以北，甘肃省平凉、崇信及陕西省麟游、扶风、周至等市县以西，甘肃省临夏、夏河、临潭等县以东，宁夏回族自治区同心县以南地区。大定二十七年（1187年）析为凤翔、临洮二路。